# 德瑞克·塔爾博特
德瑞克·塔爾博特MBE（1947年3月23日—），已退役英格蘭男子羽毛球運動員。作為英國有史以來最好的“全能選手”之一，他贏得了多項英格蘭全國羽球錦標賽以及許多國際賽冠軍，跨及單打、雙打和混合雙打三個項目。
德瑞克·塔爾博特在1972年夏季奧運會上參加羽球比賽，當時羽球僅是表演賽。在男子雙打項目中，他和艾略特·史都華在半決賽中以8-15、12-15敗給後來奪得金牌的印尼組合張鑫源與紀明發。他在混合雙打項目與吉莉安·吉爾克斯搭檔，在決賽中以15-6,18-16擊敗丹麥的史溫·普利與烏拉·斯特蘭德獲得金牌。
他與吉莉安·吉爾克斯在著名的全英羽球公開賽中贏得了三次（1973年、1976年和1977年）混合雙打冠軍。兩人在1977年世界羽毛球錦標賽贏得一枚銀牌，他們在決賽中輸給了丹麥組合斯蒂恩·斯科夫高和麗娜·科彭。
德里克·塔爾博特在大英國協運動會上也取得了成功，他在1970年至1978年間贏得了4枚金牌、1枚銀牌和2枚銅牌。
當他從正式的比賽中退役後，他成立了自己的羽球公司「塔爾博特」。